# Latifa Tower
La Latifa Tower est un gratte-ciel de 45 étages construit en 2012 à Dubaï. Sa hauteur est de 210 mètres. 